# جوزيف إم. كيندال
جوزيف إم. كيندال هو محامي وسياسي أمريكي، ولد في 12 مايو 1863 في ويست ليبرتي في الولايات المتحدة، وتوفي بنفس المكان في 5 نوفمبر 1933. نشط حزبياً في الحزب الديمقراطي. وقد انتخب عضو مجلس النواب الأمريكي ‏.